# Средни училища в Русе
Това е списък на средните училища в Русе с кратко представяне на всяко от тях.

## Английска гимназия „Гео Милев“
Сградата на училището е построена през 1908 година и до септември 1948 е френски девически пансион. Сега е сред най-престижните училища в града и в страната. Училището води обучение по английски език, както и по немски, френски и руски; разполага с богата материална база, изключително добро обучение и широка гама извънкласни дейности.
Официален сайт на АЕГ Гео Милев

## Математическа гимназия „Баба Тонка“
Математическата гимназия „Ба6а Тонка“ има почти 145-годишна история. Тя е наследник на Девическото училище в Русе. От 1970 година е профилирана математическа гимназия със специализирани паралелки по математика, информатика и биология и с интензивно изучаване на английски език. Математическата гимназия „Ба6а Тонка“ е най-елитното училище в Русе с много успехи и високи резултати.
От 3 септември 1999 г. училището е асоциирано към ЮНЕСКО и взема участие в международни проекти. Математическата гимназия поддържа тесни контакти с:
- Bundesrealgymnasium Kepler – Грац, Австрия,
- North Carolina School of Science and Mathematics – САЩ,
- Tottori Higashi senior high school – Япония
- Официален сайт на МГ „Баба Тонка“

До него се стига с тролеи 2,9 и 24, и с автобусни линии 5,6,16 и 21.

## НУИ „Проф. Веселин Стоянов“
Националното училище по изкуствата е създадено през 1959 г. като средно музикално училище. От 18 септември 1969 г., като „институт с национално значение“ получава името на един от най-ярките български композитори, изпълнители и педагози – проф. Веселин Стоянов. От 1990 г. в училището е разкрита специалност „Класически танц“, от 1992 г. – „Изобразително изкуство“, от 2002 г. – „Български народни танци“, а от 2005 г. – „Рекламна графика“, „Народно пеене“ и „Народни инструменти“.
В резултат на многопосочната си образователна политика през 1996 г. е преобразувано в Средно училище по изкуствата, а през 2004 г. става Национално училище по изкуствата. То е сред най-големите училища по изкуствата в страната. Подготвя професионални кадри по специалностите:
- Класически музикални инструменти
- Народни музикални инструменти
- Класическо пеене
- Поп и джаз пеене
- Народно пеене
- Изобразително изкуство
- Рекламна графика
- Класически танц
- Български народни танци

- Официален сайт на НУИ – Русе

## ПГ по дървообработване и вътрешна архитектура „Й. Вондрак“
ПГ по дървообработване и вътрешна архитектура „Й. Вондрак“ е създадена преди повече от сто и двадесет години. През 1883 г. отваря врати първото и единствено по рода си училище по столарство, наречено „Държавна учебна занаятчийница“. Скоро училището придобива известност дори извън пределите на страната на международни изложби:
- 1906 г. – награда „Гран-при“ и златен медал на изложението в Лондон;
- 1935 г. – награда „Гран-при“ и златен медал на изложението в Бари, Италия;
- златни медали и почетни дипломи на изложенията в Лиеж и в Солун.

Още от учебната 1897/1898 г. при завършване на занятията се подготвя мебелна изложба – традиция, запазена до днес. През 1906 г. Йосиф Вондрак – първият директор на училището – полага основния камък на сегашната сграда. Дело на наши възпитаници са: прочутият кабинет в бяло за двореца в Евксиноград, мебелите, изработени от чуждестранни фурнири в края на 1930-те години, спалните от пирамидален махагон, столовата от палисандрово дърво – шедьовър от 1920 г., кабинетите от съчетание на ясен, коренища и орех. От началото на 1940-те години са дърворезбите на входната врата на църквата „Света Троица“ (1930), владишкият трон (1932), иконостасът в църквата „Света Богородица“ в Русе.
Гимназията, носител на орден „Кирил и Методий“ I степен, е с достоен принос в професионалното дело. Преосмисляйки традициите, ПГДВА „Йосиф Вондрак“ гради настоящето и уверено очертава бъдещето. Обучението се осъществява от висококвалифициран преподавателски екип. Част от възпитаниците продължават обучението си във ВУЗ, останалите намират добра реализация, започвайки работа в мебелни фирми. Училището разполага с модерни компютърни кабинети и постоянен достъп до Интернет, учебни работилници за професионална подготовка, библиотека с богат книжен фонд, спортни площадки и физкултурен салон.
Официален сайт на ПГДВА Архив на оригинала от 2010-12-29 в Wayback Machine.

## ПГ по електротехника „Апостол Арнаудов“
Професионалната гимназия по електротехника и електроника е единственото професионално училище в Русенска, Силистренска, Търговищка и Разградска област. Училището е добре познато с традициите си в обучението на млади хора, желаещи да работят в областта на електронното инженерство, електрониката и комуникациите.
Професионалната гимназия е основана на 1 септември 1962 г. в сградата на бившето средно училище по механотехника и се премества в новата си сграда през 1974 г. През 1965 г. учениците под ръководството на техните учители основават свое радио. От 1979 г. работи ученическото телевизионно студио. Училището е наградено със сребърен медал „Кирил и Методий“ през 1987 г.
През учебната 1994/1995 г. училището взема участие в конкурс, спонсориран от фондация „Отворено общество“ и програмата „IBM в България“ и получава ново оборудване за компютърната зала, както и графична станция с възможности за електронна поща и Интернет.
Патрон на училището от 1995 г. е уважаваният учител и дългогодишен директор Апостол Арнаудов.
През 1997/1998 г. училището кандидатства и е прието за асоцииран член към ЮНЕСКО.
- Официален сайт на ПГЕЕ „Апостол Арнаудов“

## ПГ по икономика и управление „Елиас Канети“
Професионалната гимназия по икономика и управление „Елиас Канети“ е основана през 1944 година. То е наследник на русенското немско практическо търговско училище, основано от Анна Винтер през 1883 година.
Сега е едно от най-елитните училища в града и осигурява обучение в 3 направления – банково дело, оперативно счетоводство, икономика и мениджмънт. От 2006 година част от професионалното образование е учебното предприятие „Учебно-тренировъчна фирма“ (УТФ). То е симулативна форма на предприятие, в което учениците се обучават в условия, идентични на пазарната практика, като проучват пазара, генерират и реализират идея за собствен бизнес, осъществяват маркетингова дейност, презентират продукти и др.
Училището е сред 100-те най-стари учебни заведения в България. Отличено е с награда „Русе“ (2013) и плакет „Св. св. Кирил и Методий“ за „значимия принос към образованието на поколения средни специалисти, както и за активната дейност, формираща облика на професионалното образование и обучение в Република България“, както и много други награди.
През 2018 година ПГИУ „Елиас Канети“ започва работа по проект „Виртуален музей“, който предвижда създаването на виртуални мултимедийни продукти – платформа за мултимедийна визуализация (тип холограмна пирамида) за отразяване на история, постижения, училищен живот, значими за училището и града събития във фоайето на гимназията, която ще бъде първата по рода си в България, както и киоск (информационна точка – info point), който ще бъде монтиран от външната страна на стълбите на главния вход на училището.
Директори на търговското училище до 1944 г.
1. Анна Винтер (1883 – 1897 г.)
2. Пастор Теодор Вангеман (1897 – 1911 г.)
3. д-р Карл Виргенц (1911 – 1941 г.)
4. д-р Ернст Клозе (1941 – 1944 г.)

Директори на училището след 1944 година
1. Васил Димитров (06.11.1944 – 01.07.1949 г.)
2. Димитър Иванов (01.07.1949 – 25.09.1965 г.)
3. Ганчо Ганчев (25.09.1965 – 01.09.1989 г.)
4. Димитър Недев (01.09.1989 – 14.07.1999 г.)
5. Румяна Белчева (15.07.1999 – 16.07.2018 г.)
6. Калина Пенева (17.07.2018 – )

- Официален сайт на ПГИУ „Елиас Канети“

## ПГ по корабостроене и корабоплаване
Професионалната гимназия възниква през 1962 г. Модернизацията на съществуващия Корабостроителен и кораборемонтен завод в града и разрастването на плавателния флот на предприятията „Българско речно плаване“ и „Дунавски драгажен флот“ изискват подготвени средни технически кадри.
С разпореждане № 1452 на МС от 26 август 1962 г. е открит техникум с три- и четиригодишен курс на обучение.
През 1965 г. започва изгражданто на собствена сграда, която приема първите си ученици през октомври 1968 г. Днес в Професионалната гимназия е изградена модерна учебна база, включваща:
- Компютърни кабинети за изучаване на нови информационни технологии и Internet;
- Отлично обзаведен корпус, включващ специализирани лаборатории и учебни работилници;
- физкултурен комплекс, включващ закрит плувен басейн и модерно обзаведени зали за шахмат, фитнес и тенис на маса.

Плувният басейн се ползва от учениците и учителите на гимназията, както и като общоградски център за обучение по водни спортове. В него се провеждат състезания и подготовка на спасители по линия на БЧК и се предоставя целогодишно за ползване на граждани.
От 5 май 2005 г. в Професионалната гимназия по речно корабостроене и корабоплаване е въведена система за управление за качеството по стандарта ISO 9001:2000 г. за учебно-възпитателна дейност за придобиване на средно и професионално образование и квалификационни курсове за морска /речна/ професионална подготовка.
Издаваните от Професионалната гимназия документи за правоспособност се признават от Международната морска организация (IMO), което дава право на учениците да плават на кораби под бългапски и чужд флаг.
Официален сайт на ПГРКК
През гимназията минават доста линии на градския транспорт: автобуси 5, 6, 16, 18, 19, 20, и тролеи 2, 9 и 24.

## ПГ по механотехника
Най-старото професионално учебно заведение в града, обучава ученици по специалностите: „Хладилна техника“, „Климатична и вентилационна техника“, „Автотранспортна техника“. За учебната 2009/2010 година професионалната гимназия за пръв път обявява прием по следните нови и атрактивни специалности: „Оптична техника“, „Промишлена естетика и дизайн“, „Системно програмиране“. Завършилите ученици могат да продължат образованието си в университетите в цялата страна.
Учебното заведение се ръководи от н.с. инж. Ненко Петков Илиев, специалност „Промишлена енергетика и енергийни машини“ и Милена Бъчварова – помощник-директор.
Училището разполага с добре поддържани кабинети по общообразователна и професионална подготовка; богата материално-техническа база, създадена и обогатявана повече от 80 години; три компютърни кабинета с над 15 компютъра, принтери, скенер, изградена мрежа и достъп до интернет; богата библиотека; работилници и лаборатории за провеждане на учебна практика. Училището разполага и с физкултурен салон с фитнес зала.
Учениците от специалност „Автотранспортна техника“ получават безплатно свидетелство за правоуправление на МПС – категория B, а всички останали ползват отстъпка 50% от цената на курса;
По-горе цитираните специалности са в състояние да подготвят средни кадри за цялата промишленост на страната.
- Официален сайт на ПГ по механотехника Архив на оригинала от 2009-05-10 в Wayback Machine.

## ПГ по облекло „Недка Иван Лазарова“
Професионална гимназия по облекло „Недка Иван Лазарова“ е училище със 108-годишна история. Това е елитна гимназия, подготвяща висококвалифицирани специалисти в областта на шивашката промишленост и фризьорството. Обучението в гимназията се провежда в сътрудничество с водещи шивашки фирми в града. Стремежът на училищния колектив е учебният процес да е в съответствие с изискванията на новото време и европейските стандарти.

## ПГ по промишлени технологии „Атанас Буров“
Професионална гимназия по промишлени технологии „Атанас Цонев Буров“ е пряк наследник на най-добрите традиции на допълнително занаятчийско училище „Атанас Цонев Буров“ към Русенската търговско-индустриална камара, създадено през 1923 г. и на първото в България Фабрично-заводско училище, основано през 1948 г.
В Професионалната гимназия се осъществява обучение по иновационен проект, номиниран от ЮНЕСКО с медала „Ян Амос Коменски“. Училището е асоциирано към ЮНЕСКО и системно получава специализирана информация по въпросите на образованието.
ПГПТ работи съвместно със Световната лига за лица с интелектуални затруднения по проекти за модернизация и оборудване на учебни кабинети за учениците със специални нужди.
От 1998 г. за директор на ПГПТ „Атанас Цонев Буров“ е назначена инж. Анета Петрова Христова. Помощник-директор по учебно производство е инж. Тодор Христов, помощник-директор по учебната дейност – Катя Цветкова и по административно-стопанските въпроси – инж. Емилия Братоева. Назначен е и педагогически съветник – Йорданка Тодорова. За пет години паралелките нарастват двойно – до 28, а общият брой на педагогическия състав – 63 души, а непедагогическия – 28. Създадено е училищно настоятелство. Днес в училището учат над 570 ученика.
сайт на ПГПТ „Атанас Буров“

## ПГ по селско стопанство „Ангел Кънчев“ (Образцов чифлик)
ПГСС „Ангел Кънчев“ в квартал Образцов чифлик е първото земеделско училище в страната. След Освобождението първоначално със селскостопанското образование се заемат практическите образцови чифлици, първият от които се открива в бившия Номуне чифлик, основан от турския реформатор Мидхат паша през 1865 г. Училището разполага с общежитие (180 места), стол, спортна база и почивна станция на морето.

## ПГ по строителство, архитектура и геодезия „Пеньо Пенев“
- Създадено е през 1948 г. като Школа за строителни кадри. Всяка година от него излизат 120 – 160 младежи с добра професионална квалификация.
- 1957 г. – Школата придобива статут на ПТУ по сградостроителство с двугодишен курс на обучение и преминава на подчинение на Министерство на народната просвета.
- 1962 г. – за първи път са приети ученици в техническа паралелка с четиргодишен курс на обучение по специалност „Строителна архитектура“.
- 1964 г. – със заповед на МНП учебното заведение се разделя на Техникум по архитектура и строителство (който бързо издига своя авторитет и се нарежда между елитните русенски училища) и ПТУ по строителство, което от своя страна през 1970-те години прераства в СПТУ.
- 1969 г. – започва строителство на нов учебен корпус по проект на учители и възпитаници.
- 1976 г. – техникумът и строителното СПТУ се сливат под името ТИС „Пеньо Пенев“ с четири- и тригодишен курс на обучение.

Построени са и учебни работилници, полигон за пътно-строителни машини, столова за учители и ученици, общежитие и др.
- 2003 г. – училището чества 55-годишен юбилей вече като ПГСАГ (Професионална гимназия по строителство, рхитектура и геодезия).

- Официален сайт на ПГСАГ „Пеньо Пенев“

## ПГ по транспорт
Създадено е с указ на Министерския съвет на 1 август 1949 г. като „Държавен автомобилен курс“ (ДАК). От началото на 1950 г. е преименуван на Държавна автомобилна школа (ДАШ). Това име става твърде популярно и съществува до 1957 г.
През 1954 г. Министерството на транспорта излиза с решение за обединяване на трите държавни автомобилни школи в обща със седалище в Русе. През същата година школата се премества в източната зона на града в общежитията на строителите на Дунав мост.
От 1963 г. е Професионално-техническо училище по авторемонт с двегодишен курс на обучение, а шофьорската паралелка е закрита. Приемът тази година е за 2 специалности: за автомонтьори и машинисти на пътни и строителни машини. Условията за кандидатите са основно образование (VII клас), възраст до 26 години и отбита военна служба. През 1965 г. се възстановява шофьорската паралелка и се отделя в Професионално-техническо училище по автотранспорт. През същата година започват курсове за квалификация и преквалификация на професионалните шофьори.
От 1989 г. е преобразувано в Техникум по автотранспорт, а от 2007 г. в училището започват да се обучават и ученици по железопътни специалности от закритото училище по железопътен транспорт.

## ПГ по туризъм „Иван Павлов“
Създадено е през 1951 година, когато с Постановление № 942 на Министерския съвет на Н. Р. България от 10 август и със заповед № 3550 от 11.08.1951 г. на министъра на народната просвета в Русе се открива Промишлено училище по обществено храненесамо с 1 ппаралелка от 22 ученици и стая в приземния етаж на старото училище „Любен Каравелов“. За първа директорка е назначена Мария Петкова, която остава начело до 1971 година. Следват години на укрепване и утвърждаване.
Ключови моменти по пътя на училището са:
- 1958 г. – прераства в техникум.
- 1960 г. – училището се настанява в сградата на бившата Руска гимназия.
- 1964 г. – преминава на подчинение на Министерството на вътрешната търговия и материалната база се обогатява.
- 1974 г. – училището се премества в новопостроената сграда на техникума по електротехника.
- 1976 г. – Техникумът по обществено хранене празнува своя 25-годишен юбилей. По онова време вече училището е утвърдено в подготовката на кадри за общественото хранене в града и региона. Признание и оценка за високите постижения на колектива са наградите: орден „Кирил и Методий“, връчен на тогавашния директор Любомир Мутафов и на още 4 преподавателки, а също и званието „Отличник на Министерството на вътрешната търговия и услугите“, присъдено на 10 преподаватели от ТОХ-Русе.
- 1987 г. на ТОХ е предоставена сградата на бившата детска градина „Вела Благоева“ в ж.к. „Изток“, която е преустроена в учебно-производствен корпус. С много усилия, желание и любов от страна на целия педагогически колектив, тук се обзавеждат кабинети за теоретични занятия, учебни кухни, производствени цехове.
- 1992 г. – по решение на Община Русе учебната база на ТОХ е обогатена с допълнителни учебни кабинети в сградата на Спортното училище. Това облекчава учебния процес и позволява воденето на учебни занятия на една смяна.
- 2001/2002 учебен година – ТОХ „Иван П. Павлов“ чества достойно своя 50-годишен юбилей. По дългия път, извървян през последните 50 години, училището е дало на обществото над десет хиляди добре обучени средни кадри, които са намерили своето място е професионална реализация, а много от тях израстват като изключителни специалисти в своята професия.
- месец май 2003 година ТОХ се трансформира в Професионална гимназия по туризъм.
- 2009 г. – училището се премества в сградата на бившия техникум по текстил.

## ПУ „Петър Берон“
Основно училище за деца със специални потребности.

## ПЧСОУ „Леонардо да Винчи“
ПЧСОУ „Леонардо да Винчи“ е СОУ (I – ХII клас) с частно финансиране. Учебни смени: една смяна – целодневно.
Училището е с ранно чуждоезиково обучение и широка природоматематическа програма. Стартира през 2004 г. като Детска Академия.

## Средно общообразователно духовно училище
Средно общообразователно духовно училище „Мирза Саид Паша“ е мюсюлманско училище. Открито е през 1993 г. Училището има свои исторически корени, свързани още с първите турски училища в Русе, открити в края на XIX в. Към 1874 г. турската мюсюлманска общност в Русе (Русчук) – най-вече будни занаятчии и земеделци, чувстват належаща необходимост от по-добро обучение на своите деца; успяват да се организират и да построят училищна сграда с дарение на местното турско население и вакъфските имоти и доброволен труд от зидари, каруцари и изкопчии на ул. „Рила“ 30. Училището е наречено „Руждие мегбети“.
Сградата е построена върху висока каменна основа, състои се от 7 класни стаи, театрална зала със сцена и широк салон. Училището е било начално и основно. Всички желаещи деца и от двата пола имали възможност да учат там. Това училище функционира до края на 1945 г. От 1914 г. до края на 1945 г. училището се води като начално частно училище „Кемал бей“. Самата сграда и до днес е запазена с много добър архитектурен вид. През октомври 1991 г. в Русе е открито средно общообразователно духовно училище (СОДУ – Русе). Училището е частно. От юни 1992 г. училището е узаконено и от Министерството на образованието като Средно общообразователно духовно училище.

## СОУ „Васил Левски“
Русе посреща Освобождението от османско владичество с 3 първоначални училища – „Варошко“, „Гердонско“ и „Свети-Георгиевско“ (днес „Васил Левски“).
Свети-Геогриевското училище отваря врати през 1853 г. като килийно училище при църквата „Свети Георги“, с пръв учител Стойко Попгеоргиев.
През 1885 г. училището е опожарено. До 1891 г. се помещава на различни места, като най-дълго се задържа на ул. „Дондуков-Корсаков“ № 59. През 1895/1896 г. става най-многобройното – с 435 ученици.
От 1 септември 1937 г. Първоначално училище „Свети Георги“ става основно училище, а през 1948 г. приема името „Васил Левски“.
От 1962 г. до 1984 г. директор на училището е Маргарита Евлогиева. През 1984 г., след изграждането на жилищните квартали „Дружба“ 1 и „Дружба“ 3, новото училище „Васил Левски“ разтваря врати с 3124 ученици и директор Любен Иванов. През 1985 г. се навършват 125 години от рождението на Васил Левски. По самоинициатива на учениците се събират над 6000 лв. за построяване на бюст-паметник на Апостола, единствен в града. От 13.IX.1989 г. училището има нов директор – Галин Ганчев.
Училището е известно като второто в България (след столичното 18 СОУ) с паралелки по японски и китайски език. Тези езици се преподават както от квалифицирани български преподавателки, така и от учители-японци и китайци. Тъй като училището приема и след 7-и, и след 8-и клас, желаещите могат да изучават единия от двата езика, но само ако са кандидатствали и са приети след 7. клас, след 8. не може, тогава само имат право на втори чужд език (немски или руски). Иначе някои от децата, имащи занималня до 7-и клас, също учат китайски или японски.
Училището разполага с книжарница, голям методичен кабинет, библиотека, кабинет по химия, физкултурен салон...
През 1997 г. се извършва ремонтна дейност по програмата „ФАР“. Училището става първата изцяло модернизирана по европейски стандарт учебна сграда. На основание на чл. 10, ал. 5 от ЗНП и чл. 12, ал. 2, 3, 6 от ППЗНП, по предложение на кмета на община Русе, решение на Общински съвет, гр. Русе и становище на Регионалния инспекторат по образованието – Русе, със заповед на министъра на образованието и науката № РД-14-4/10 януари 2003 г. и Държавен вестник, брой 7/24 януари 2003 г. основно училище „Васил Левски“ е преобразувано в средно общообразователно училище „Васил Левски“.
Днес в СОУ „В. Левски“ се обучават 1774 ученици, разпределени в паралелки, изучаващи от I клас разнообразни задължително избираеми и свободноизбираеми предмети.

## СОУ „Възраждане“
СОУ „Възраждане“ е открито преди 30 години. Предишното му име е „Вела Пискова“. През годините е поддържало паралелки със засилено изучаване на хуманитарни науки, бизнес и финанси, изобразително изкуство. Училището е носител на много награди и грамоти.
Официален сайт на училището е www.vazrajdane.com. В нея може да се открие история и стари снимки от училището, за ръководството и учителите, материална база, настоятелството, изяви и успехи на учениците, за град Русе. Училището се намира на улица „Студентска“ № 2.
В училището е учил Веселин Топалов, българският гросмайстор – Световен шампион за 2005 – 2006 г.

## СОУ „Йордан Йовков“
Тази година отбелязва 50-годишен юбилей от зачитането му като СОУ. Разположено е точно на Кооперативния пазар, до него се стига с всички тролеюбусни линии и с автобуси по линии 10, 28, 23, 33 и 15, като последната идва чак от кв. „Долапите“ и Централната гара и отиват към бул. „Липник“ и КАТ.
Директор е Кремена Йорданова Кръстева.

## СОУ „Христо Ботев“
В училището са учили или преподавали видни писатели, учени, общественици: проф. Божан Ангелов, проф. Боян Пенев, проф. Гаврил Хрусанов, проф. Георги Златев-Черкин, проф. Димитър Баларев, Димитър Добрев, проф. Димо Казасов, Добри Немиров, Драган Цанков, проф. Емил Стефанов, Йордан Йовков, акад. Михаил Арнаудов, Д-р Никола Бобчев, Павел Спасов, Парашкев Дамянов, проф. Стоян Брашованов, Сава Огнянов, Стоян Михайловски, Херман Шкорпил, Цани Гинчев, Цветан Радославов, Нешка Робева. В училището се учи от 1. до 12. клас, с изучаване на английски и други езици. Сградата е близнак на сградата, в която се помещава Варненски археологически музей.
- Официален сайт на СОУ „Христо Ботев“

## СУЕЕ „Св. Константин-Кирил Философ“
Средно училище за европейски езици „Св. Константин-Кирил Философ“ е създадено през 1961 г. Обучението от 1-и до 12-и клас протича в паралелки с изучаване на европейски езици и профили.
История на училището:
- 1961/1962 г. – Създадено като Руска езикова гимназия;
- 1962/1963 г. – първата извън столицата политехническа гимназия с преподаване на руски език;
- 1981/1982 г. – преобразувано в ЕСПУ с преподаване на руски език;
- 1987 г. – наградено с орден „Кирил и Методий“ – II степен;
- 1991 г. – променя своя статут и става Средно общообразователно училище за Европейски Езици „Св. Константин-Кирил Философ“
- 1995 г. – асоциирано към ЮНЕСКО;
- 2001 г. – успешна работа по проекта България на Балканите и Обединена Европа съвместно с гимназия „Шьорер Кестнер“ – Тан, Франция
- От 7 юни в СУЕЕ „Св. Константин-Кирил Философ“ – гр. Русе сътрудничи с Гьоте-институт, което ще се осъществява в рамките на инициативата "Училища: партньори на бъдещето" (PASCH).
- 2016 г. – думата „общообразователно“ отпада от името на училището (съгласно влезлия в сила на 1 август 2016 г. Закон за предучилищно и училищно образование) и става Средно училище за европейски езици „Св. Константин-Кирил Философ“ – от СОУЕЕ – СУЕЕ

В СУЕЕ „Св. Константин-Кирил Философ“ се изучават:
- от 1-ви клас – английски, немски, френски или руски език;
- от 5-и клас – руски език, задължителен за всички ученици;
- от 8-и клас – трети чужд език по избор: английски, немски, френски, руски и испански.
- Като втори чужд от 9. клас се изучават руски, английски, немски, френски и испански език. В училищния учебен план е заложено изучаване и на трети чужд език по избор в 11. и 12. клас.

Директор на училището е Добромира Николова (082 84 17 79/вътр.: 105 e-mail: dn@souee.bg).

## СОУПНЕ „Фридрих Шилер“
Училището е основано през 1966 година и се е наричало „Климент Охридски“.
СОУПНЕ „Фридрих Шилер“ се намира в квартал „Здравец“. В него се обучават ученици от 1. до 12. клас.
В училището преподават педагози и филолози в областта на немския и английския език. В училището се провежда обучение по т. нар. програма Leistungsklasse, в която се обучават ученици, които преди това са положили приемен изпит за тази група. След завършването ѝ, учениците, обучавали се по тази програма, полагат изпит пред конференцията на културните министри на Германия, за да им се издаде международно признат сертификат за владеене на немски език. Обучението се води от учител от Германия.
Директор на училището е Искра Иванова.
- Официален сайт на СОУПНЕ „Фридрих Шилер“

## Спортно училище „Майор Атанас Узунов“
Създадено е на 17 септември 1970 г. Основна цел на училището е изграждане на високоразрядни спортисти с принос към националния спорт, получаващи и много добра общообразователна подготовка.
От 1980 година училището разполага със собствена триетажна сграда с 39 учебни зали, с добре оборудвани кабинети по химия, биология, богата библиотека с художествена, научна и спортна литература, както и 2 компютърни зали с интернет. Към учебната сграда има изграден спортен комплекс със зали за: ОФП по гребане, кану-каяк, бокс и плувен басейн с възстановителен център.
От началото на 2004/2005 година училището внедри информационна система за ежедневно уведомяване на родителите /настойниците/ по ел.поща и с SMS-и за успеха, поведението и отсъствията на учениците им.
През 2010 година училището отбеляза 40-годишен юбилей от своето създаване.
Обучението е от 5. до 12. клас в дневна форма. Учениците са разпределени в следните спортни профили: акробатика, академично гребане, баскетбол, бадминтон, бокс, борба свободен стил, вдигане на тежести, волейбол, джудо, кану-каяк, лека атлетика, спортна стрелба, тенис на маса, футбол и карате (15 спорта).